# Эргашев, Аваз
Аваз Эргашев (род. в 1949 году, Самарканд, Самаркандская область, УзССР, СССР) — мастер-дехканин, Герой Узбекистана (2003).

## Биография
В 1975 окончил Самаркандский сельскохозяйственный институт. До 1984 Работал на различных должностях в коллективном хозяйстве имени Ходжама Низаматова Джамбайского района. В 1984—1986 годах работал начальником управления сельского и водного хозяйства того же района. В 1986 году был поставлен на должность Председателя правления коллективного хозяйства имени Низаматова. С 1995 по 1997 был заместителем председателя областного акционерного общества зерновых продуктов. В 1997 году стал заместителем председателя акционерного общества «Джомбойдон» . В 1998 был председателем коллективного хозяйства «ОК Алтын» Джомбайского района . С 2001 года стал Хозяйственным председателем товарищества имени Низаматова. Возглавляемое им хозяйство, является одним из передовых и экономически сильных хозяйств республики и достигло высоких показателей в выращивании хлопка, зерна, коконов, овощей, бахчевых культур. В 2003 в хозяйстве достигнут урожай хлопка 35С/га (810 га), зерна 58с/га (750 га). В хозяйстве особое внимание уделяется улучшению инфраструктуры села, а также духовно-просветительской работе. Оказывает спонсорскую помощь малообеспеченным семьям, школам, детским лагерям, развитию детского спорта. Герой Узбекистана Аваз Эргашев скончался на 69-м году жизни 25 декабря 2017.